# Étendard (1908)
Étendard – francuski niszczyciel z okresu I wojny światowej. Jednostka typu Branlebas. Okręt wyposażony w dwa kotły parowe opalane węglem. 25 kwietnia 1917 roku zatopiony nieopodal Dunkierki przez niemieckie niszczyciele.